# 谢里
谢里（法語：Chierry，法語發音：[ʃjɛʁi]）是法国上法蘭西大區埃纳省的一个市镇，属于蒂耶里堡区。

## 地理
谢里（49°2'20"N, 3°25'46"E）面积2.82 平方千米，位于法国上法蘭西大區埃纳省，该省份为法国北部内陆省份，北起北部省，西接索姆省和瓦兹省，东临阿登省和马恩省，西南至塞纳-马恩省，东北部与比利时接壤。
与谢里接壤的市镇（或旧市镇、城区）包括：布莱姆、布拉勒、蒂耶里堡、马恩河畔埃唐普、内勒拉蒙塔涅。

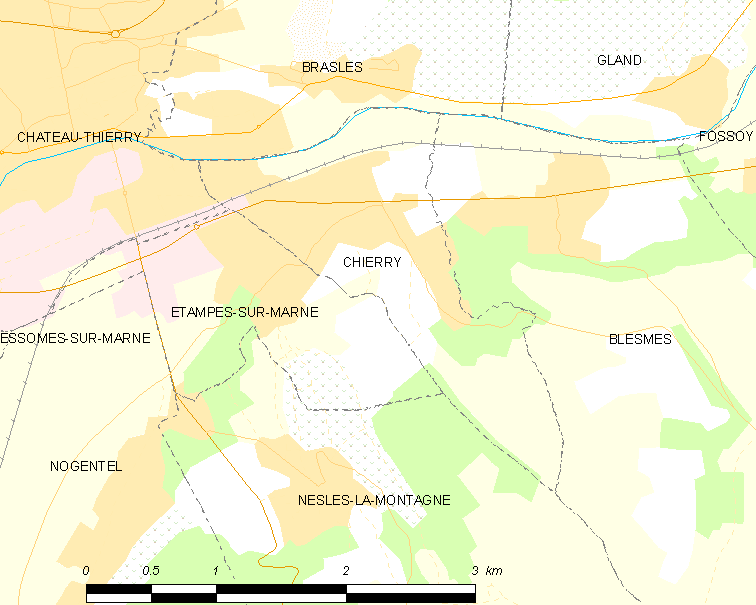
谢里的OSM定位图

谢里的时区为UTC+01:00、UTC+02:00（夏令时）。

## 行政
谢里的邮政编码为02400，INSEE市镇编码为02187。

## 政治
谢里所属的省级选区为蒂耶里堡县。

## 人口

1962-2008年间谢里人口变化图示

谢里于2022年1月1日时的人口数量为1169人。